# Ditrichophora montana
Ditrichophora montana är en tvåvingeart som beskrevs av Cresson 1942. Ditrichophora montana ingår i släktet Ditrichophora och familjen vattenflugor. Inga underarter finns listade i Catalogue of Life.